# Polyalthia castanea
Polyalthia castanea är en kirimojaväxtart som beskrevs av Henry Nicholas Ridley. Polyalthia castanea ingår i släktet Polyalthia och familjen kirimojaväxter. Inga underarter finns listade i Catalogue of Life.